# ريويتشي كوروساوا
ريويتشي كوروساوا (باليابانية: 栗澤 僚一) (5 سبتمبر 1982 في تشيبا في اليابان – )؛ هو لاعب كرة قدم ياباني سابق كان يلعب كلاعب وسط.

## وصلات خارجية
- ريويتشي كوروساوا على موقع الاتحاد الدولي (مؤرشف)  (الإنجليزية)
- ريويتشي كوروساوا على موقع رابطة كرة القدم اليابانية للمحترفين (اليابانية)
- ريويتشي كوروساوا على موقع قاعدة بيانات كرة القدم.إي يو (الإنجليزية)
- ريويتشي كوروساوا على موقع Soccerway.com (الإنجليزية)
- ريويتشي كوروساوا على موقع عالم كرة القدم.نت (الإنجليزية)
- ريويتشي كوروساوا على موقع كووورة